# Малая Балабинка
Малая Балабинка — хутор в Весёловском районе Ростовской области.
Входит в состав Верхнесолёновского сельского поселения.

## Население
| 1989 | 2002 | 2010 |
| ---- | ---- | ---- |
| 50   | ↗68  | ↘33  |

## Улицы
На хуторе имеется одна улица: Первая.

## Известные уроженцы
На хуторе родился один из многих жителей, ушедших на Великую Отечественную войну — Коржов Василий Михайлович, пленённый под станцией Лозовая и погибший в плену в лагере Шталаг 366.